# Padioule
Padioule est une petite ville du Togo située dans la Préfecture de Bassar, dans la région de la Kara.

## Géographie
Padioule est situé à environ 49 km de Kara.

## Vie économique
- Marché paysan tous les samedis
- Atelier de poterie

## Lieux publics
- École primaire